# ماسیمو موتارلی
ماسیمو موتارلی (انگلیسی: Massimo Mutarelli؛ زادهٔ ۱۳ ژانویهٔ ۱۹۷۸) بازیکن فوتبال اهل ایتالیا است.
از باشگاه‌هایی که در آن بازی کرده‌است می‌توان به باشگاه ورزشی لاتزیو، باشگاه فوتبال بولونیا، باشگاه فوتبال کالیاری، باشگاه فوتبال آتالانتا، باشگاه فوتبال جنوآ، و باشگاه فوتبال پالرمو اشاره کرد.
وی همچنین در تیم‌های ملی فوتبال زیر ۱۷ سال ایتالیا، زیر ۱۹ سال ایتالیا، و زیر ۲۱ سال ایتالیا بازی کرده‌است.